# Boerița, Sofia
Boerița (în bulgară Боерица) este un sat în comuna Ihtiman, regiunea Sofia,  Bulgaria. 

## Demografie
Componența etnică a satului Boerița
     Bulgari (95%)
     Romi (4%)
     Nicio identificare (1%)
     Altele (0%)
La recensământul din 2011, populația satului Boerița era de 100 locuitori. Din punct de vedere etnic, majoritatea locuitorilor (95,0%) erau bulgari, cu o minoritate de romi (4,0%). Pentru 1,0% din locuitori nu este cunoscută apartenența etnică.